# Yousuf Khan Mostashar al-Dowleh
Mirza Yousuf Khan Mostashar al-Dowleh Tabrizi (persisch میرزا یوسف خان مستشارالدوله mirzā yūsuf chān mostaschār od-doule, DMG mīrzā yūsuf ḫān mustašār ad-daula; * 1813 in Täbris; † 1895 in Teheran) war ein persischer Diplomat und einer der einflussreichsten liberalen Denker Persiens. Er veröffentlichte erstmals Überlegungen zur Ablösung der absoluten Monarchie und zur Einführung einer konstitutionellen Regierung in Persien und war damit einer der Wegbereiter der Konstitutionellen Revolution.

## Leben
Yousuf Khan Mostashar al-Dowleh Tabrizi wurde 1813 als Sohn des Kaufmanns Mirza Kazim Aqa Tajjir Tabrizi in Tabriz geboren. Er erhielt eine traditionelle Ausbildung in persischer und arabischer Literatur, Religion und islamischem Recht. Er begann seine berufliche Laufbahn als Sekretär beim britischen Konsulat in Tabriz. 1853 kündigte er im britischen Konsulat und wechselte ins Außenministerium. Nāser ad-Din Schah entsandte ihn als Konsul nach Hajji Tarakhan. 1863 wurde er Konsul in Tiflis und von 1867 bis 1868 Chargé d'Affairs an der persischen Botschaft in Paris. 1868 kehrte er nach Teheran zurück und wurde Minister im Kabinett von Mirza Hosein Khan Moschir al Dowleh. 1873 wurde er Gouverneur von Khorasan.
Seine fortschrittlich orientierten Zeitgenossen sahen in der Errichtung eines Eisenbahnverkehrswesens in Persien einen grundlegenden Impuls für die Entwicklung des Landes. So war auch Yousuf Khan Mostashar al-Dowleh ein Fürsprecher für ein Eisenbahnprojekt. Deshalb verfasste er 1877 Ketabche-ye Banafsh (persisch كتابچهٔ بنفش, DMG ketābče-ye banafš, „das lila Büchlein“).
Unter Justizminister Mirza Yahya Khan Moshir ad-Dowleh wurde er 1881 stellvertretender Justizminister und verantwortlich für die Reform des persischen Justizsystems. Daneben hielt er für einen bald herbeizuführenden gesellschaftlichen Wandel das Einführen und Durchsetzen von geschriebenen Rechtsnormen im Rahmen einer Verfassung für unumgänglich. Yousuf Khan Mostashar al-Dowleh Tabrizi wurde verdächtigt, kritische Artikel über das gegenwärtige persische Justizsystem für die Zeitungen Akhtar (persisch اختر, DMG aḫtar, „Stern“, „Omen“) und Qanun (persisch قانون, DMG qānūn, „Gesetz“) zu schreiben, weshalb er wiederholt inhaftiert wurde. 1891 veröffentlichte er Yek Kalameh (persisch يك كلمه, DMG yek kalame, „Ein Wort“).
Durch Intervention von Zell os-Soltan kam er gegen Zahlung von 300.000 Toman, seinem gesamten väterlichen Erbe, aus dem Gefängnis frei. Völlig verarmt war er bis zu seinem Tod auf die finanzielle Unterstützung von Freunden angewiesen.

### Ein Wort
Yousuf Khan Mostashar al-Dowleh Tabrizi hat mit seinem Buch „Ein Wort“ ein bahnbrechendes Werk vorgelegt. Der Titel leitet sich aus der Überlegung ab, dass die gesamte Verwaltung in Europa auf „dem Gesetzbuch“ basiert. Heute würde man eher davon sprechen, dass ein europäischer Staat ein Rechtsstaat ist, und dass alle gleich vor dem Gesetz sind. „König und Bettler, Untertan oder Soldat sind an das Gesetz gebunden.“ Yousuf Khan arbeitet in einer rechtsvergleichenden Studie fünf Unterschiede zwischen dem europäischen und dem islamischen Recht heraus, wobei für ihn der bedeutsamste Unterschied darin besteht, dass sich die europäischen Gesetze säkulare Gesetze sind, so dass sie für jedermann unabhängig von seiner Religion oder ethnischen Herkunft Gültigkeit besitzen. Im islamischen Rechtssystem wird zwischen weltlichen und religiösen Gesetze, wie verpflichtende Gebete, Fasten oder Pilgerschaft, nicht getrennt, was dazu führt, dass sie in der Gesamtheit für Nicht-Muslime als nicht-anwendbar gelten. Hinzu kommt, dass die islamischen Gesetze widersprüchlich sind, und von Geistlichen im Rahmen ihrer Rechtsprechung je nach Rechtsschule oder persönlichen Auffassung des Geistlichen frei interpretiert werden, so dass es keine Rechtssicherheit gibt.
Yousuf Khan Mostashar al-Dowleh Tabrizi forderte nach europäischem Vorbild für Persien einen Rechtsstaat und die Gleichheit vor dem Gesetz, wobei er diese Forderung mit einem Zitat aus dem Koran begründet: Sure 75 Vers 36 „Wähnt der Mensch etwa, er solle ganz ungebunden bleiben?“. Der Rückgriff auf Koranzitate bei all seinen weiteren Reformvorschlägen sollte belegen, dass die von ihm vorgeschlagenen Reformen nicht gegen den Islam gerichtet sind. Er sah seine Reformvorschläge vielmehr als unabdingbare Voraussetzung für die weitere soziale und wirtschaftliche Entwicklung Persiens an.
Yousuf Khan Mostashar al-Dowleh Tabrizi fordert eine Abkehr vom Absolutismus. Die Herrschaft des Schahs ist nicht absolut im Sinne von legibus absolutus (von den Gesetzen losgelöst), sondern an Gesetze gebunden (mashruteh): "Keine Person, König oder Bettler, Bürger oder Soldat hat das Recht zu herrschen. Ein König ist kein Herrscher, sondern man hat ihm eine Verantwortung übertragen. Wenn Sie dennoch "Herrscher" genannt werden, so ist dies nicht wörtlich, sondern im übertragenen Sinns zu verstehen." Diese von Yousuf Khan Mostashar al-Dowleh Tabrizi erstmal in einem persischen Text formulierte Überlegung fand so wie weitere in seinem Buch formulierte Forderung in die 1907 vom Parlament verabschiedete Verfassungsergänzung eingang: "§ 35 der Ergänzung zur Verfassung: "Das persische Herrschertum ist ein anvertrautes Gut, welches als Gottesgabe der Person des Herrschers vom Volke übertragen wurde."

## Veröffentlichungen
- Ruh ul-Islam (The spirit of Islam), 1869
- Tabrizi's treatise on codified law (Yak kalima) One Word (he meant Ghanoon), [Law]